# Kampfgeschwader 76
La Kampfgeschwader 76 (KG 76) (76e escadron de bombardiers) est une unité de bombardiers de la Luftwaffe pendant la Seconde Guerre mondiale. 

## Opérations
Le KG 76 a opéré sur des bombardiers Dornier Do 17Z, Junkers Ju 88A et dans les derniers mois de la guerre, des bombardiers à réaction Arado Ar 234.
Il a été engagé dans les engagements suivants :
- Campagne de Pologne
- Bataille des Pays-Bas
- Bataille de Belgique
- Bataille de France
- Bataille d'Angleterre
- Front de l'Est
- Théâtres méditerraniens, Moyen-Orient et africains
- Front de l'Ouest

## Organisation

### Stab. Gruppe
Formé le 1er mai 1939 à Wiener Neustadt à partir du Stab/KG 158.

Un Stab-staffel a existé d'avril 1940 à mai 1945.

Le Stab./KG 76 a été aussi connu comme Gefechtsverband Bormann de novembre 1941 à avril 1942, contrôlant les éléments du KG 54, KG 76 et KG 77.

De février 1945 à avril 1945, il est aussi connu comme Gefechtsverband Kowalewski, contrôlant les éléments du I. et II./KG 51, II. et III./KG 76, et une partie du NSGr.1, NSGr.2 et NSGr.20
Geschwaderkommodore (Commandant de l'escadron) :
| Début            | Fin               | Grade          | Nom                      |
| ---------------- | ----------------- | -------------- | ------------------------ |
| 1er mai 1939     | 15 novembre 1939  | Oberst         | Paul Schultheiss         |
| 17 novembre 1939 | 19 février 1941   | Oberst         | Stefan Fröhlich (en)     |
| 26 février 1941  | 7 janvier 1943    | Oberst         | Ernst Bormann (en)       |
| Janvier 1943     | 1943              | Major          | Wilhelm von Friedeburg   |
| 1943             | 31 mai 1944       | Oberstleutnant | Rudolf Hallensleben (en) |
| 14 juin 1944     | 1er novembre 1944 | Oberst         | Walter Storp             |
| Novembre 1944    | Mai 1945          | Oberstleutnant | Robert Kowalewski        |

### I. Gruppe
Formé le 1er mai 1939 à Wiener Neustadt à partir du I./KG 158 avec :
- Stab I./KG 76 à partir du Stab I./KG 158
- 1./KG 76 à partir du 1./KG 158
- 2./KG 76 à partir du 2./KG 158
- 3./KG 76 à partir du 3./KG 158

Le I./KG 76 est dissous en juin 1944. 
Gruppenkommandeure (Commandant de groupe) :
| Début         | Fin              | Grade     | Nom                  |
| ------------- | ---------------- | --------- | -------------------- |
| 1er mai 1939  | 14 novembre 1939 | Oberst    | Stefan Fröhlich (en) |
| Novembre 1939 | 2 juin 1940      | Major     | Ludwig Schulz        |
| Juin 1940     | ?                | Hauptmann | Lindmyer             |
| 1941          | 23 juin 1941     | Hauptmann | Robert von Sichart   |
| 1942          | 1942             | Hauptmann | Hanns Heise          |

### II. Gruppe
Formé le 1er janvier 1940 à Wels avec : 
- Stab II./KG 76 nouvellement créé
- 4./KG 76 nouvellement créé
- 5./KG 76 nouvellement créé
- 6./KG 76 nouvellement créé

Le 9 juillet 1940, il est renommé III./St.G.77 avec :
- Stab II./KG 76 devient Stab III./St.G.77
- 4./KG 76 devient 7./St.G.77
- 5./KG 76 devient 8./St.G.77
- 6./KG 76 devient 9./St.G.77

Reformé le 9 juillet 1940 à Creil à partir du III./KG 28 avec :
- Stab II./KG 76 à partir du Stab III./KG 28
- 4./KG 76 à partir du 7./KG 28
- 5./KG 76 à partir du 8./KG 28
- 6./KG 76 à partir du 9./KG 28

Gruppenkommandeure :
| Début        | Fin             | Grade     | Nom                                      |
| ------------ | --------------- | --------- | ---------------------------------------- |
| 1940         | 1940            | Major     | Hill                                     |
| 1940         | 1940            | Major     | Möricke                                  |
| 31 août 1940 | 31 mars 1941    | Major     | Walter Storp                             |
| Avril 1941   | 31 janvier 1943 | Hauptmann | Volprecht Riedesel Freiherr zu Eisenbach |
| ?            | ?               | ?         | ?                                        |
| 1944         | 1945            | Major     | Siegfried Geisler                        |

### III. Gruppe
Formé le 1er mai 1939 à Wels à partir d'éléments du III./KG 158 avec :
- Stab III./KG 76 à partir du Stab III./KG 158
- 7./KG 76 à partir du 7./KG 158
- 8./KG 76 à partir du 8./KG 158
- 9./KG 76 à partir du 9./KG 158

Le 9./KG 76 a utilisé quelques Junkers Ju 88C en 1942/1943.
Gruppenkommandeure :
| Début           | Fin             | Grade          | Nom                    |
| --------------- | --------------- | -------------- | ---------------------- |
| 1er mai 1939    | Août 1939       | Oberstleutnant | Zach                   |
| 26 août 1939    | 25 février 1940 | Major          | Hans Hofmann           |
| 26 février 1940 | 15 octobre 1940 | Major          | Franz Reuß             |
| 1941            | 1941            | Major          | von Benda              |
| ?               | ?               | ?              | ?                      |
| ?               | 9 janvier 1943  | Hauptmann      | Heinrich Schweickhardt |
| Janvier 1943    | 29 avril 1943   | Hauptmann      | Anton Stadler          |
| ?               | ?               | ?              | ?                      |
| 6 décembre 1944 | Mai 1945        | Major          | Hansgeorg Bätcher (en) |

### IV. Gruppe
Formé le 18 juillet 1940 à Beaumont-le-Roger comme Ergänzungsstaffel/KG 76.

En mars 1941, il est augmenté en effectif pour devenir Gruppe, et devient IV./KG 76 avec :
- Stab IV./KG 76 nouvellement créé
- 10./KG 76 à partir du Erg.Sta./KG 76
- 11./KG 76 nouvellement créé
- 12./KG 76 nouvellement créé

Le 25 décembre 1944, le IV./KG 76 est renommé III./EKG 1 avec :
- Stab IV./KG 76 devient Stab III./EKG 1
- 10./KG 76 devient 9./EKG 1
- 11./KG 76 devient 10./EKG 1
- 12./KG 76 devient 11./EKG 1

Gruppenkommandeure :
| Début           | Fin              | Grade     | Nom                       |
| --------------- | ---------------- | --------- | ------------------------- |
| 18 juillet 1940 | Mars 1942        | Hauptmann | Gerhard Kröchel           |
| Mars 1942       | 8 mai 1943       | Hauptmann | Hanns Heise (en)          |
| 9 mai 1943      | Mai 1944         | Major     | Günter Beyer              |
| 24 juin 1944    | 31 décembre 1944 | Major     | Karl-Hermann Millahn (en) |